# Begonia megaptera
Espèce
Begonia megaptera est une espèce de plantes de la famille des Begoniaceae. Ce bégonia est originaire d'Asie. L'espèce a été décrite en 1859 par Alphonse Pyrame de Candolle (1806-1893). L'épithète spécifique megaptera vient du grec et signifie « grandes ailes ».

## Description

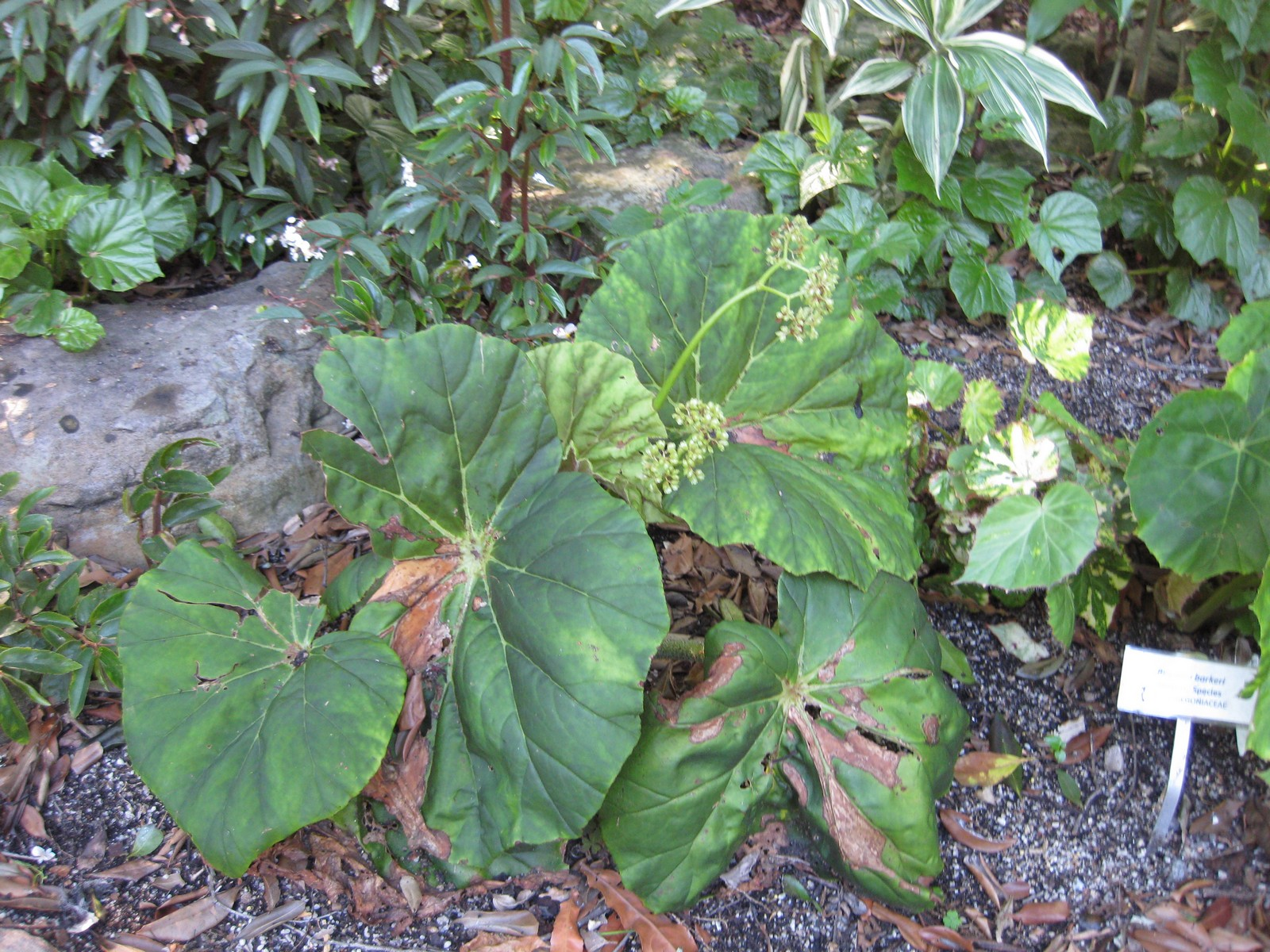
Begonia megaptera en fleurs

## Répartition géographique
Cette espèce est originaire des pays suivants : Bhoutan ; Inde ; Myanmar ; Népal.